# Ruedi Hunsperger
Ruedi Hunsperger, auch Rüedu (* 6. Juni 1946 als Rudolf Hunsperger in Habstetten, Gemeinde Bolligen; † 18. August 2018 in Zollikofen) war ein Schweizer Schwinger.
Hunsperger war nach dem Berner Hans Stucki der zweite Schwinger, der dreimal Schwingerkönig wurde. Er gewann 1966 in Frauenfeld, 1969 in Biel und 1974 in Schwyz. «Rüedu» war als Schwinger sehr populär. Auch 1972 in La Chaux-de-Fonds galt er als grosser Favorit, nahm aber wegen des Todes seines Vaters nicht teil. 1974 gelang ihm am Brünigschwinget das Kunststück, das Fest mit der Maximalpunktezahl von 60.00 zu gewinnen. Das gelang bis dahin noch keinem anderen Schwinger.

## Erfolge
1. Schwingerkönig: 1966, 1969, 1974
2. Unspunnen: 1968
3. Berner Kantonales: 1965, 1970
4. Innerschweizerisches: 1970
5. Brünig: 1964, 1967, 1969, 1971, 1974
6. Rigi: 1967
7. Schwarzsee: 1965, 1967, 1969, 1970, 1972, 1974
8. Stoos: 1969
9. Bern-Jurassisches: 1968
10. Emmentalisches: 1966, 1973
11. Mittelländisches: 1965, 1967, 1969, 1972, 1974
12. Oberaargauisches: 1965, 1967, 1970, 1972, 1974
13. Seeländisches: 1968, 1969, 1971, 1972, 1974
14. Baselstädtisches: 1972
15. Waadtländer: 1968